# Liesbet Stevens
Liesbet Stevens (1972) is een Belgische juriste, filosofe, feministe en auteur. Ze is adjunct-directeur van het Instituut voor de Gelijkheid van Vrouwen en Mannen en doceert seksueel strafrecht aan de KU Leuven.

## Biografie
Liesbet Stevens studeerde aan de KU Leuven en haalde in 1993 een baccalaureaat filosofie. In 2002 promoveerde ze met Frank Hutsebaut als promotor tot doctor in de rechten. Haar proefschrift is getiteld Strafrecht en seksualiteit: de misdrijven inzake aanranding van de eerbaarheid, verkrachting, ontucht, prostitutie, seksreclame, zedenschennis en overspel. Ze is verbonden aan het Interfacultair Instituut voor Familiale en Seksuologische Wetenschappen van de KU Leuven en doceert seksueel strafrecht.
Van 2004 tot 2009 was ze adviseur van toenmalig Vlaams minister voor Gelijke Kansen Kathleen Van Brempt (sp.a) en van 2009 tot 2014 voor toenmalig Vlaams minister voor Armoedebestrijding Ingrid Lieten (sp.a).
In 2008 werd ze op voorstel van de Vlaamse Regering benoemd tot lid van de raad van bestuur van het Interfederaal Gelijkekansencentrum (Unia) voor een periode van zes jaar. Sinds 2014 is ze adjunct-directeur van het Instituut voor de Gelijkheid van Vrouwen en Mannen. Sinds de oprichting in 2023 zetelt ze in de raad van bestuur van het Vlaams Mensenrechteninstituut.
Stevens neemt allerlei bestuursmandaten op in verenigingen, zetelt in comités en commissies etc.
Ze heeft een partner en vier kinderen.

## Politiek
Stevens stond bij de gemeenteraadsverkiezingen van 2006 op de lijst van sp.a in Leuven, maar werd niet verkozen. Vanaf 2008 zetelde ze in de gemeenteraad. Ze was nog eens kandidaat in 2012 en werd toen wel verkozen. Ze was gemeenteraadslid tot en met 2018. Ze werd in 2014 tijdens haar bevallingsverlof tijdelijk vervangen door Annemie Vandermotte.
Voor de Vlaamse verkiezingen in 2009 stond ze op de sp.a-lijst van de kieskring Vlaams-Brabant, maar werd niet verkozen.
Voor de Senaatsverkiezingen van 2010 stond ze op de sp.a-lijst, maar werd niet verkozen.

## Publicaties
- Stevens, L., Strafrecht en seksualiteit: de misdrijven inzake aanranding van de eerbaarheid, verkrachting, ontucht, prostitutie, seksreclame, zedenschennis en overspel, Antwerpen, Intersentia, 2002, 601 p. – ISBN 9050952364
- Stevens, L., Hoe legaal te flirten? Een gids voor vrouwen en mannen over seksueel geweld en #MeToo, Gent, Borgerhoff & Lamberigts, 2019, 183 p. – ISBN 9789089315038
- Brems, E., Cannoot, P. en Stevens, L. (eds.), Recht en Gender in België - 10 jaar later, Brugge, die Keure, 2021, 576 p. – ISBN 9789048641215
- Mussche, C. en Stevens, L. (eds.), Onderzoek en preventie van seksuele misdrijven, Mortsel, Intersentia, 2023, 200 p. – ISBN 9789400015036